# Akitsa
Akitsa est un groupe canadien de black metal, originaire de Montréal, au Québec. Le groupe s'identifie clairement à leur province d'origine.

## Biographie

### Débuts (1999–2005)
Le groupe est formé en 1999 à Montréal par O.T. et Néant. À ses débuts, la formation n'était composée que d'O.T. et de Néant qui se sont réunis pour leur goût du black metal pur. Leur premier EP, Totale servitude, est d'abord produite par Akitsa à 100 copies sur cassettes audio en 1999. Cependant, en 2000, les Productions Artfuck reproduisent le démo sur disque compact sur lequel se trouvent cinq morceaux de plus. Leur deuxième EP, Aube de la misanthropie, est une production de 2001 partagée avec le groupe Song of Melkor sous l'étiquette Heavy Distorpion Records à 70 copies numérotées à la main.
Goétie est le premier album studio d'Akitsa. La première version est produite en 2001 avec l'étiquette européenne Heavy Distorpion Records à 215 cassettes audio numérotées à la main, en 2002 avec les étiquettes canadiennes Warhorn Records et Productions Vivendi à 500 disques compacts numérotés à la main et en 2002 aussi sous l'étiquette néerlandaise Satan's Millennium Records à 300 disques vinyles.  Ils publient ensuite leur deuxième album studio, Sang nordique, en 2002. Il est composé et enregistré par O.T. seulement. Sa production s'est effectuée sur 500 disques compacts par Austistiartili Records de Nikus. Il existe aussi 500 disques vinyles produits par Death & Meurtre Noir Records en 2004 et 200 cassettes audio numérotées à la main produites produites Vultor Records. En 2007, les Productions Hospital reproduisent Sang nordique sur disque compact. Il faut noter que la version sur disque vinyle la reprise est différente et que la huitième piste s'intitule Marche funèbre pour un fier combattant au lieu de Fin.
L'album partagé avec Satanic Warmaster est produit sur disque de 45 tours par Agonia Records. Prophétie hérétique est produit sur disque de 45 tours à 500 copies numérotée à la main par l'étiquette Winter Assault/Sabbath's Fire. Le titre Cold Wings of Noctisis de l'album partagé avec Nocternity est celui du côté de Nocternity étant donné que le côté d'Akitsa n'a pas de titre.  Cet album partagé est produit à un nombre limité par Forever Plagues Records sur un disque vinyle blanc avec des « patchs » incrustées dessus. L'album partagé avec The Shadow Order, Guerre / Polemos, est produit par les Productions Splendour en 2004.  Le titre de l'album fait référence aux deux premiers morceaux de chaque groupe. L'album Soleil noir est produit par Tour de Garde en novembre 2004. La production est limitée à 300 cassettes audio et à 500 disques compacts numérotés à la main. La version sur disque compact comprend un morceau caché à la fin après 18 minutes de silence qui est un « cover » de Ian Stuart. En 2006, l'album a été reproduit par Raging Bloodlust Records sur 333 disques vinyles avec quatre morceaux supplémentaire (incluant le « cover » de Ian Stuart intitulé Patriot).

### La grande infamie(2006–2009)
En 2005 sort la compilation Aube de la misanthropie qui comprend les morceaux du démo Totale Servitude de 1999, du disque compact Totale Servitude de 2000, du démo Aube de la misanthropie de 2001 et de deux pièces inédites. La production est limitée à 666 disques vinyles doubles et à 666 disques compacts doubles numérotés à la main par Raging Bloodlust Records en 2005. En 2005 également, une version sur disque compact a aussi été produite par Sadolust Records. La même année sort Contre-courant, une collaboration avec Thesyre limitée à 500 copies sur disque de 45 tours. 50 exemplaires de cet album venaient avec un t-shirt. Le disque partagé avec le projet musical Prurient de Dominick Fernow de New York est produit en novembre 2005 par les productions Hospital.  La version sur disque de 33 tours est produite par Blasphemous Underground en décembre 2006.
La grande infamie est produit en juin 2006 par les Productions Christhunt à 500 copies numérotées à la main. Une version sur cassettes audio a été produite par les productions françaises Bang or Be Banged. De plus, une version sur disques vinyles est produite par les productions W.T.C. en 2008 sur 100 albums gris et 400 albums noirs. En mai 2007, leur premier album, Goétie, est produit de nouveau sur disque compact par les Productions Hospital en incluant trois morceaux supplémentaires. Éric Syre rejoint le groupe pour leurs premiers concerts à l'été 2008 lors d'une tournée canadienne avec d'autres groupes tels que Peste Noire et Sombres Forêts. La tournée s'intitulait Les treize nuits de la peste. Éric Syre n'a participé à aucun enregistrement. Il fait partie de plusieurs autres formations musicales comme Thesyre, Decayed, Gölëm et Hyena. 

### Au crépuscule de l'espérance(depuis 2010)
Ils publient leur nouvel album, Au crépuscule de l'espérance, en avril 2010, produit par Tour de Garde pour la version cassette, par W.T.C. pour la version vinyle, et par Hospital Productions pour la version disque compact. En mai 2016, Hospital Productions annonce une réédition de leur premier album, Goétie,en format double-vinyles.

## Style musical
Au niveau musical, Akitsa joue ce qui est considéré comme étant du « raw black metal ». Leur musique est composée de cris frénétiques et gutturaux accompagnés de riffs de batterie et de guitare répétitifs. 
Les thèmes abordés par Akitsa sont conformes à la philosophie du black metal. Ils traitent principalement de la nature et de la misanthropie. En fait, ces deux thèmes sont complémentaires, car la philosophie d'Akitsa est de se manifester contre l'humanité qui saccage la nature. Le nihilisme est aussi un des sujets des paroles d'Akitsa. L'histoire et le nationalisme québécois sont aussi abordés explicitement par Akitsa.  Il est à noter que les paroles d'Akitsa sont en français.  

## Membres
- O.T. (tous les instruments et le chant)
- Néant (tous les instruments et le chant)
- Éric Syre (batterie lors des prestations sur scène)